# Andrij Jakovyč Štoharenko
Andrij Jakovyč Štoharenko (in ucraino Андрій Якович Штогаренко?; in russo Андрей Яковлевич Штогаренко?, Andrej Jakovlevič Štogarenko; Novi Kodaky, 15 ottobre 1902 – Kiev, 15 novembre 1992) è stato un compositore e docente sovietico proveniente dall'Ucraina.

## Biografia
Nacque il 15 ottobre 1902 nel villaggio ucraino di Novi Kodaky (ora parte di Dnipro), nell'allora impero russo.
Iniziò lo studio della musica da bambino, collaborando con un ensemble di strumenti popolari; durante i primi anni di studio frequentò i corsi di musica presso la Scuola di Ekaterinoslav (dal 1912 al 1915, nella classe di Z. Razlovskaja).
Nel 1926 creò un ensemble di fisarmonicisti con il quale tenne concerti fino al 1930.
Ricevette la sua educazione musicale presso l'Istituto di musica e teatro di Char'kov presso la Facoltà di teoria e composizione (dal 1930 al 1936, classe del professor Semën Bogatyrev).
Le prime opere del compositore risalgono al 1931; al termine del suo percorso di studi era già autore di numerose opere corali e vocali-sinfoniche.
Dopo il diploma al conservatorio nel 1936, Štoharenko rimase a Char'kov, dove lavorò fino all'inizio della guerra tedesco-sovietica.
Durante la guerra, Štoharenko, insieme a molti artisti ucraini, fu evacuato ad Almaty e Aşgabat.
Durante questo periodo l'artista continuò le sue attività pubbliche: nel 1941-1943 fu segretario esecutivo dell'Unione dei compositori del Turkmenistan, aiutò i giovani compositori della repubblica e stabilì contatti con musicisti ucraini che si trovavano in Asia centrale.
Durante questi anni, il canto corale divenne il genere principale del suo lavoro. Nel 1943 la sua cantata-sinfonia "La mia Ucraina" fu eseguita per la prima volta a Mosca.
Dal 1943, la vita e le attività di Štoharenko furono legate a Kiev, dove iniziò il suo lavoro al Conservatorio: docente dal 1960; direttore del Conservatorio dal 1954 al 1968.
Si stabilì così a Kiev. Sua moglie fu la pianista ucraina Ariadna Lysenko. Morì il 15 novembre 1992. È sepolto nel Cimitero Bajkove.

## Composizioni
- Sei sinfonie
- Suite "In Memoria di Lesja Ukraïnka"
- Poema per orchestra d'archi "L'anima del poeta" ("In memoria del Kobzar")
- "Fiabe sinfoniche"
- Tre suite per orchestra d'archi
- "Divertimento" per flauto e orchestra da camera
- un trio per pianoforte
- un quartetto d'archi
- numerose opere corali, tra cui i cicli "Shevchenko" e "Ritratti femminili"
- musica solistica
- musica per spettacoli drammatici e film (tra cui il documentario La battaglia per la nostra Ucraina sovietica, 1943)

## Onorificenze
Il 1º luglio 2008 è stata collocata una targa commemorativa al numero 11 di via Mychajlo Omeljanovyč-Pavlenko a Kiev, dove ha vissuto l'artista.